# If You Love Me...
Pour plus de détails, voir Fiche technique et Distribution.
If You Love Me… (The Little Death) est une comédie australienne écrite et réalisée par Josh Lawson, sortie en 2014.

## Synopsis
Les fantasmes, plus ou moins corsés, de cinq couples vivant dans un quartier de Sydney.

## Fiche technique
- Titre original : The Little Death
- Titre français : If You Love Me…
- Réalisation et scénario : Josh Lawson
- Direction artistique : Xanthe Highfield
- Décors : Carlos Zalapa
- Costumes : Ingrid Weir
- Photographie : Simon Chapman
- Montage : Christian Gazal
- Musique : Michael Yezerski
- Production : Jamie Hilton, Michael Petroni et Matt Reeder
- Sociétés de production : Head Gear Films, Metrol Technology et See Pictures
- Société de distribution : Entertainment One
- Pays d'origine :  Australie
- Langue originale : anglais
- Genre : comédie dramatique, comédie romantique
- Durée : 95 minutes
- Dates de sortie :
  - Australie : 13 juin 2014 (Festival du film de Sydney) ; 25 septembre 2014 (sortie nationale)
  - France : 10 juillet 2015 (DVD/Blu-ray)

## Distribution
Sauf indication contraire, les informations mentionnées dans cette section peuvent être confirmées par la base de données cinématographiques IMDb,  présente dans la section « Liens externes ».
- Bojana Novakovic (VF : Marlène Goulard) : Maeve
- Damon Herriman (VF : Arnaud Bedouët) : Dan
- Josh Lawson (VF : Benjamin Bellecour) : Paul
- Ben Lawson : Glenn
- Erin James (VF : Anna Sigalevitch) : Monica
- Patrick Brammall (VF : Jean-Christophe Dollé) : Richard
- Tasneem Roc : Yael
- Lisa McCune (VF : Lisa Martino) : Maureen
- Kate Mulvany (VF : Jeanne Savary) : Evie
- Kate Box (VF : Chloé Lambert) : Rowena
- Alan Dukes (VF : Luc-Antoine Diquéro) : Phil
- Genevieve Hegney (VF : Laure Berend-Sagols) : Sonya

Source et légende : version française (VF) sur le site d’AlterEgo (la société de doublage)

## Accueil
If You Love Me… a obtenu le prix du meilleur film de la sélection Open Horizons au Festival international du film de Thessalonique 2014.

## Remake
En 2016, le film a fait l'objet d'un remake espagnol sous le titre Kiki, l'amour en fête.